# 푸앵카레-벤딕손 정리
동적계 이론에서 푸앵카레-벤딕손 정리(영어: Poincaré–Bendixson theorem)는 2차원 평면 위의 연속 시간 동적계에서는 혼돈이 일어나지 않는다는 정리이다.

## 정의
{\displaystyle U\subseteq \mathbb {R} ^{2}}가 평면 속의 열린집합이라고 하자. {\displaystyle U} 위의 2차원 연속 시간 동역학계
{\displaystyle \Phi \colon \mathbb {R} \times U\to U}
{\displaystyle \Phi (t,\Phi (t',x))=\Phi (t+t',x)\qquad \forall t,t'\in \mathbb {R} ,\;x\in U}
가 {\displaystyle {\mathcal {C}}^{1}} 함수라고 하자.
{\displaystyle x\in U}의 궤도(영어: orbit) {\displaystyle \gamma (x)}는 다음과 같다.
{\displaystyle \gamma (x):=\{\Phi (t,x)\colon t\in \mathbb {R} \}}
{\displaystyle x\in U}의 ω+-극한 집합(영어: ω+-limit set) {\displaystyle \omega _{+}(x)}은 다음과 같다.
{\displaystyle \omega _{+}(x):=\left\{y\in U\colon \exists (t_{i})_{i\in \mathbb {N} }\colon \lim _{i\to \infty }t_{i}=\infty ,\;\lim \Phi (t_{i},x)=y\right\}}
{\displaystyle x\in U}의 ω−-극한 집합(영어: ω−-limit set) {\displaystyle \omega _{-}(x)}은 다음과 같다.
{\displaystyle \omega _{-}(x):=\left\{y\in U\colon \exists (t_{i})_{i\in \mathbb {N} }\colon \lim _{i\to \infty }t_{i}=-\infty ,\;\lim \Phi (t_{i},x)=y\right\}}
{\displaystyle \omega _{+}(x)}가 다음 네 조건들을 만족시킨다고 하자.
- {\displaystyle \omega _{+}(x)\neq \varnothing }
- {\displaystyle \omega _{+}(x)}는 콤팩트 집합이다.
- {\displaystyle \omega _{+}(x)}는 연결 공간이다.
- {\displaystyle \omega _{+}(x)}에 속하는 고정점은 유한 개이다.

그렇다면, 푸앵카레-벤딕손 정리에 따르면 다음 세 조건 가운데 하나가 성립한다.:223, Theorem 7.16
- {\displaystyle \omega _{+}(x)=\{x_{1}\}}는 고정점이다.
- {\displaystyle \omega _{+}(x)=\gamma (y)}는 (양의 주기를 갖는) 주기적 궤도이다. 즉, {\displaystyle \Phi (t,y)=y}인 {\displaystyle t>0}가 존재한다.
- {\displaystyle \omega _{+}(x)=\{x_{1},\dots ,x_{k}\}\cup \gamma (y_{1})\cup \cdots \cup \gamma (y_{n})}는 유한 개의 고정점 {\displaystyle x_{1},\dots ,x_{k}}과 비주기 궤도 {\displaystyle \gamma (y_{1}),\dots ,\gamma (y_{n})}들로 구성되며, 모든 {\displaystyle i=1,\dots ,n} 및 {\displaystyle \sigma \in \{+,-\}}에 대하여, {\displaystyle \omega _{\sigma }(y_{i})=\{x_{j(\sigma ,i)}\}}가 되는 {\displaystyle j\colon \{+,-\}\times \{1,\dots ,n\}\to \{1,\dots ,k\}}가 존재한다. 즉, 각 {\displaystyle \gamma (y_{i})}는 {\displaystyle x_{j(-,i)}}에서 {\displaystyle x_{j(+,i)}}로 가는 궤도이다.

{\displaystyle \omega _{-}}에 대해서도 마찬가지 정리가 성립한다.

### 1차원 푸앵카레-벤딕손 정리
푸앵카레-벤딕손 정리는 1차원에서도 (자명하게) 성립한다.:277, Problem 7.9 즉, {\displaystyle \mathbb {R} }의 열린집합 위에서의 연속 시간 {\displaystyle {\mathcal {C}}^{1}} 동역학계에서, 공집합이 아닌, 유한 개의 고정점을 포함하는 콤팩트 연결 {\displaystyle \omega _{+}}-극한 집합은 다음 두 가지 가운데 하나이다.
- {\displaystyle \omega _{+}(x)=\{x_{1}\}}은 고정점이다.
- {\displaystyle \omega _{+}(x)=[x_{0},x_{1}]}에서, {\displaystyle x_{0}}과 {\displaystyle x_{1}}은 고정점이며, {\displaystyle \gamma (y)=(x_{0},x_{1})}인 {\displaystyle y\in (x_{0},x_{1})}가 존재한다.

이는 "1차원 벡터장"(=실수 함수)의 중간값 정리의 보조 정리이다.

## 예
푸앵카레-벤딕손 정리는 평면의 부분 집합에서만 성립한다. 예를 들어, 원환면 위에서는 콤팩트 조밀 비주기 궤도가 존재할 수 있다. 이 경우, {\displaystyle \omega _{+}}-극한 집합은 원환면 전체가 된다.
푸앵카레-벤딕손 정리는 3차원 이상에서 성립하지 않는다. 3차원 이상에서는 로렌즈 방정식과 같이 야릇한 끌개가 존재할 수 있다.
푸앵카레-벤딕손 정리는 이산 시간 동적계에 대하여 성립하지 않는다. 예를 들어, 로지스틱 사상은 혼돈 현상을 보이지만, 1차원 계이다.

## 역사
앙리 푸앵카레 가 1880년대에 제시하였지만, 엄밀한 증명을 제시하지 않았다. 이후 1901년에  이바르 오토 벤딕손(스웨덴어: Ivar Otto Bendixson)이 엄밀한 증명을 제시하였다.

## 같이 보기
- 회전수